# Bois-l’Évêque
Bois-l’Évêque – miejscowość i gmina we Francji, w regionie Normandia, w departamencie Sekwana Nadmorska.
Według danych na rok 1990 gminę zamieszkiwało 290 osób, a gęstość zaludnienia wynosiła 40 osób/km² (wśród 1421 gmin Górnej Normandii Bois-l’Évêque plasuje się na 621. miejscu pod względem liczby ludności, natomiast pod względem powierzchni na miejscu 518.).